# Save (rivier)
De Save is een Zuid-Franse rivier.

## Bron en loop
De Save is 148,4 km lang. De rivier ontspringt op het plateau van Lannemezan gelegen in het departement Hautes-Pyrénées en mondt bij Grenade in het departement Haute-Garonne van links uit in de Garonne. De Save was van de 13e tot en met de 17e eeuw bevaarbaar.

## Plaatsen aan de Save
| - Lannemezan - Pinas - Lombez - Samatan | - L'Isle-Jourdain - Saint-Plancard - Saint-Laurent - Anan (Haute-Garonne) - l'Isle-en-Dodon | - Saint-Paul-sur-Save - Larra - Grenade |  |

## Zijrivieren
| - Gesse : 54 km - Aussoue : 34 km - Boulouze : 20.1 km | - Bernesse : 19.5 km - Seygouade : 18.3 km - Bassin de l'Esquisson : 14.2 km | - Arsène : 14 km |  |

## Toeristisch
Op de rivier kan worden gekanood en er zijn mogelijkheden om te vissen. Langs delen van de rivier kan men klimmen (kletteren).